# Narodni muzej, Praga
Narodni muzej (češko Národní Muzeum) je češka muzejska ustanova, ki naj bi sistematično ugotavljala, hranila in javno prikazovala naravne znanstvene in zgodovinske zbirke. Leta 1818 jo je ustanovil Kašpar Maria Šternberk v Pragi. Za to ima precej zaslug zgodovinar František Palacký.
Narodni muzej v več deset stavbah hrani skoraj 14 milijonov predmetov s področja naravoslovja, zgodovine, umetnosti, glasbe in knjižničarstva.

## Izvor
Narodni muzej je bil ustanovljen v obdobju, ko so bile po francoski revoluciji kraljeve in zasebne zbirke umetnosti, znanosti in kulture na ogled javnosti. Začetki muzeja sicer segajo daleč nazaj v leto 1796, ko je bila ustanovljena zasebna družba domoljubnih prijateljev umetnosti na čelu z grofom Kašparjem Mario von Šternberkom in skupino drugih uglednih plemičev. Javno priznan namen društva je bil "obnoviti spodbujanje umetnosti in okusa" in je v času Jožefa II. odločno nasprotovala kralju. Leta 1800 je skupina ustanovila Akademijo za likovno umetnost, ki naj bi študente seznanjala z naprednimi oblikami umetnosti in zgodovine.

## Narodni muzej v Pragi
Narodni muzej v Pragi je bil ustanovljen 15. aprila 1818. Prvi predsednik Društva domovinskega muzeja je bil grof Šternberk, ki je bil skrbnik in upravljavec muzeja. Na začetku je bil poudarek muzeja na naravoslovju, deloma zato ker je bil grof Šternberk botanik, mineralog in ugleden fitopaleontolog, pa tudi zato, ker je bila znanost o naravi naklonjena času, kar je zagrešil cesar Jožef II. Avstrijski.
Muzej je bil sprva v Šternberkovi palači, vendar je bilo kmalu jasno, da je premajhna za vse muzejske zbirke. Muzej se je preselil v palačo Nosticky, a je tudi ta hitro postala premajhna. Odločili so se za gradnjo nove stavbe na Venčeslavovem trgu. 
Niso se zanimali za zgodovinske predmete med letoma 1830 in 1840, ko se je uveljavljala romantika in so muzej vedno bolj razumeli kot središče češkega nacionalizma. Leta 1841 je bil zgodovinar František Palacký tajnik Narodnega muzeja in je poskušal uskladiti naravoslovje in zgodovino, kot je opisal v svoji razpravi leta 1841. To je bila težka naloga, ki se je uresničila skoraj stoletje pozneje, ko so poleg zgodovinskih zakladov Narodnega muzeja svoje mesto našle tudi zbirke naravoslovnih predmetov.
Pomen muzeja pa ni bil le sama ustanova, ampak je nakazal in dejansko pomagal doseči intelektualni premik v Pragi. Do tega časa je v politiki, strokovnih in znanstvenih skupinah sicer prevladovalo češko plemstvo, a Narodni muzej je bil namenjen vsem prebivalcem dežele. To je še dodatno pospešil zgodovinar František Palacký, ki je leta 1827 predlagal, da muzej objavi revije v nemščini in češčini. Prej je bila velika večina strokovnih revij napisana le v nemščini. V nekaj letih je nemška revija prenehala izhajati, medtem ko je češka izhajala še več kot stoletje.
Leta 1949 je narodna vlada prevzela muzej in leta 1959 svojo vodilno vlogo opredelila v Zakonu o muzeju in galerijah. Maja 1964 je bil muzej preoblikovan v pet strokovno samostojnih delov: Muzej naravoslovne znanosti, Zgodovinski muzej, Náprstkov muzej Azije, Afrike in ameriških kultur, Narodno muzejsko knjižnico, Osrednji urad muzeologije. Šesta samostojna enota, Muzej češke glasbe, je bila ustanovljena leta 1976.

## Zbirke in oddelki
V skladu z njihovo spletno stranjo ima Narodni muzej zdaj več milijonov predmetov in je razdeljen v tri glavne dele: naravoslovni muzej, zgodovinski muzej in knjižnica.

### Naravoslovni muzej
Naravoslovni muzej se je leta 2010 preselil v Prago 10, Horní Počernice. Ima več oddelkov: mineralogija, paleontologija, mikologija, botanika, entomologija, zoologija in antropologija, pa tudi znanstvene laboratorije.

### Zgodovinski muzej ima šest oddelkov in arhiv
- Oddelek za prazgodovino in protozgodovino ima izjemno bogato zbirko predmetov, ki so jih uporabljali pred več tisoč leti. Kustosi te zbirke so bili tudi med prvimi češkimi arheologi: J. L. Pič, kustos ene zbirke od 1893 do 1911 je zaslužen za prva sistematična arheološka terenska raziskovanja na Češkoslovaškem. Oddelek ima tudi zbirke klasične arheologije, njegova glavna vrednost je v dokumentaciji o grški in rimski umetnosti ter obrti. Med njegovimi najdragocenejšimi predmeti so posode, ki jih je poslikal Nikosten, steklenica iz pristanišča Puteoli in pozlačen srebrn riton, ki so večinoma iz obdobja od neolitika do 10. stoletja n. št. Zbirka klasične arheologije spada v isti oddelek.

- Oddelek za staro češko zgodovino ima ogromno predmetov, ki prikazujejo razvoj češke države, ki se začne s slovansko kulturo 10. stoletja do neodvisne republike Češkoslovaške leta 1918. Zbirka ima številne predmete iz arheoloških izkopavanj o deželi (keramika, kovine, kamen), artefakte slikarstva, kiparstva in dekorativne umetnosti, ki se začnejo v rimskem obdobju do gotike, renesanse in baroka do romantike 19. stoletja.

Pomemben del srednjeveške zbirke so nakit, panelno slikarstvo, leseni kipi in orožje (tudi iz husitskega gibanja 15. stoletja). Poleg izvirne vrednosti ima veliko predmetov visoko umetniško vrednost. Dragoceni predmeti so: srebrna tiara vojvode iz 12. stoletja; srednjeveški, renesančni in baročni nakit; liturgični predmeti iz srednjega veka (več kelihov, relikvija sv. Eligija v obliki mitre); gotske in renesančne glazirane ploščice in tlakovci; dragoceno vezenje Rosenbergovega antependija, datirano okoli 1370. Znamenit češki porcelan in steklo sta iz 18. in 19. stoletja, pa tudi zbirka portretov in miniaturnega slikarstva.
- Oddelek za narodopisje – cilj tega oddelka je sistemsko zbrati dejstva in podatke o zgodovini in kulturi češkoslovaškega ljudstva in drugih narodov v Evropi od konca 17. stoletja do danes. Opozoriti je treba, da je velik poudarek na slovanskih narodih. Najstarejše etnografske zbirke Narodnega muzeja so z jubilejne razstave leta 1891, zaradi česar je velika pozornost namenjena zadnji polovici stoletja. Zbirke oddelka so napolnjene z enostavnimi lesenimi in keramičnimi predmeti, ki kažejo postopen premik od podeželske k vedno bolj urbanizirani družbi.

- Oddelek za numizmatiko je med najstarejšimi oddelki v muzeju, ki ga je podaril grof Šternberk. Cilj tega oddelka je doseči popolno zbirko zakonitega plačilnega sredstva, kovancev, ki so se uporabljali v preteklosti in današnji Češkoslovaški. Poleg tega ima oddelek veliko zbirk tujih kovancev, najdragocenejša med njimi pa je zbirka kovancev iz antike. Poleg kovancev ima oddelek tudi obsežno zbirko medalj. Danes Narodni muzej hrani približno pol milijona predmetov.
- Arhiv Narodnega muzeja ima  najbolj redke zemljevide in rokopise v zgodovini Češke od 11. do 20. stoletja, ki so že digitalizirani. Zbirka osebne dediščine vsebuje pisne vire znanih osebnosti češke zgodovine. Velika zbirka pečatov in pečatnikov ima okoli 3000 kosov.
- Oddelek za gledališče – prvotno je bil del muzejske knjižnice, leta 1930 je bil ustanovljen kot samostojen oddelek. Njegove prve zbirke so bile v glavnem iz arhivov obeh gledališč: narodnega gledališča in gledališča Vinohrady. V naslednjih letih so se zbirke močno povečale, ustanovitelja oddelka sta Jan Bartoš in njegov naslednik Josef Knap. Oddelek ima danes obsežne zbirke eksponatov o zgodovini gledališča na Češkoslovaškem, kostume znanih čeških umetnikov, glasbo, spominke in predmete iz češkega lutkovnega gledališča. Zbirke vsebujejo predmete, potrebne za pisanje in uprizarjanje gledaliških iger iz sredine 19. stoletja do danes, prizadevajo si za povečanje eksponatov iz 18. stoletja.

## Glavna zgradba
Glavna muzejska zgradba je na zgornjem koncu Venčeslavovega trga in je bila zgrajena v izrazito češkem neorenesančnem slogu arhitekta Jozefa Schulza od 1885 do 1891, potem ko je bil muzej začasno v več plemiških palačah. Ko je bila zgrajena nova muzejska zgradba, so se posvetili zbiranju novih predmetov, medtem ko so se prej bolj posvečali hranjenju zbirk.
Stavba je bila med drugo svetovno vojno poškodovana, leta 1945 bombardirana, vendar zbirke niso bile poškodovane, ker so jih že prej preselili v druga skladišča. Muzej je bil ponovno odprt po popravilih leta 1947. Leta 1960 je bila po prenovi fasade nameščena zunanja nočna razsvetljava.
Po intervenciji Varšavskega pakta leta 1968 je bila glavna fasada močno poškodovana zaradi močne sovjetske strojnice in ognja iz avtomatskega orožja. Nastale so številne luknje v stebrih in ometu iz peščenjaka, uničeni so bili kamniti kipi in reliefi, povzročena je bila tudi škoda na nekaterih depozitarjih. Kljub popravilu fasade med letoma 1970 in 1972 je škoda še vedno vidna, saj so graditelji uporabljali lažji peščenjak za popravilo lukenj, nastalih zaradi izstrelkov.
Glavna muzejska zgradba je bila poškodovana tudi med gradnjo podzemne železnice v Pragi leta 1972 in 1978. Odprtje avtoceste sever–jug leta 1978 na obeh straneh stavbe je muzej odrezalo od mestne infrastrukture. Objekt ogrožajo tudi čezmerna raven hrupa, nevarno visoke ravni prahu in stalni tresljaji težkega cestnega prometa.

## Rekonstrukcija
Večja prenova muzeja, ki poteka zdaj, bo končana do leta 2017. Okoli sedem milijonov eksponatov so morali odstraniti oziroma premakniti, kar je največje premikanje muzejskih zbirk v češki zgodovini. 